# Air Lituanica

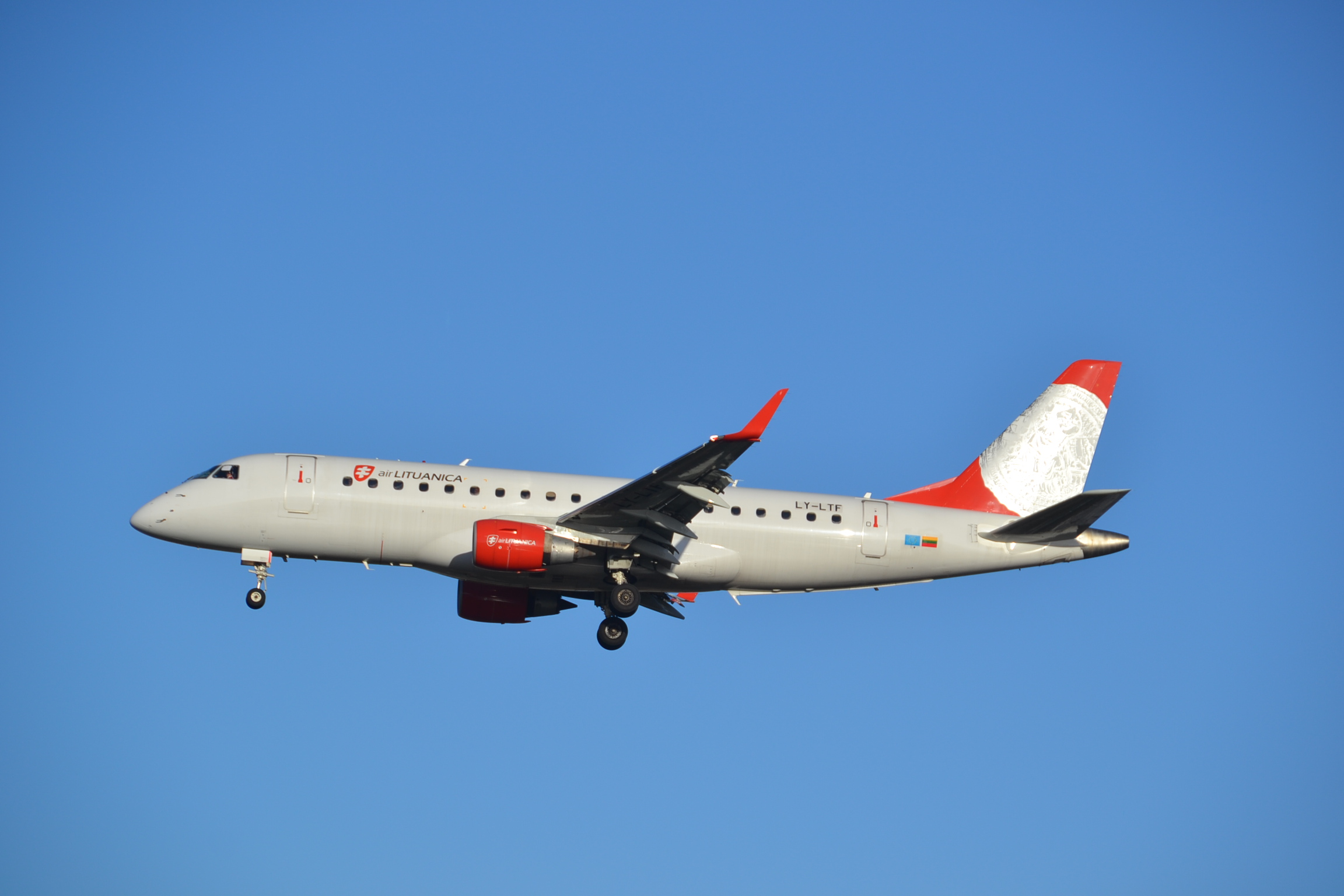
Embraer 175 Air Lituanica

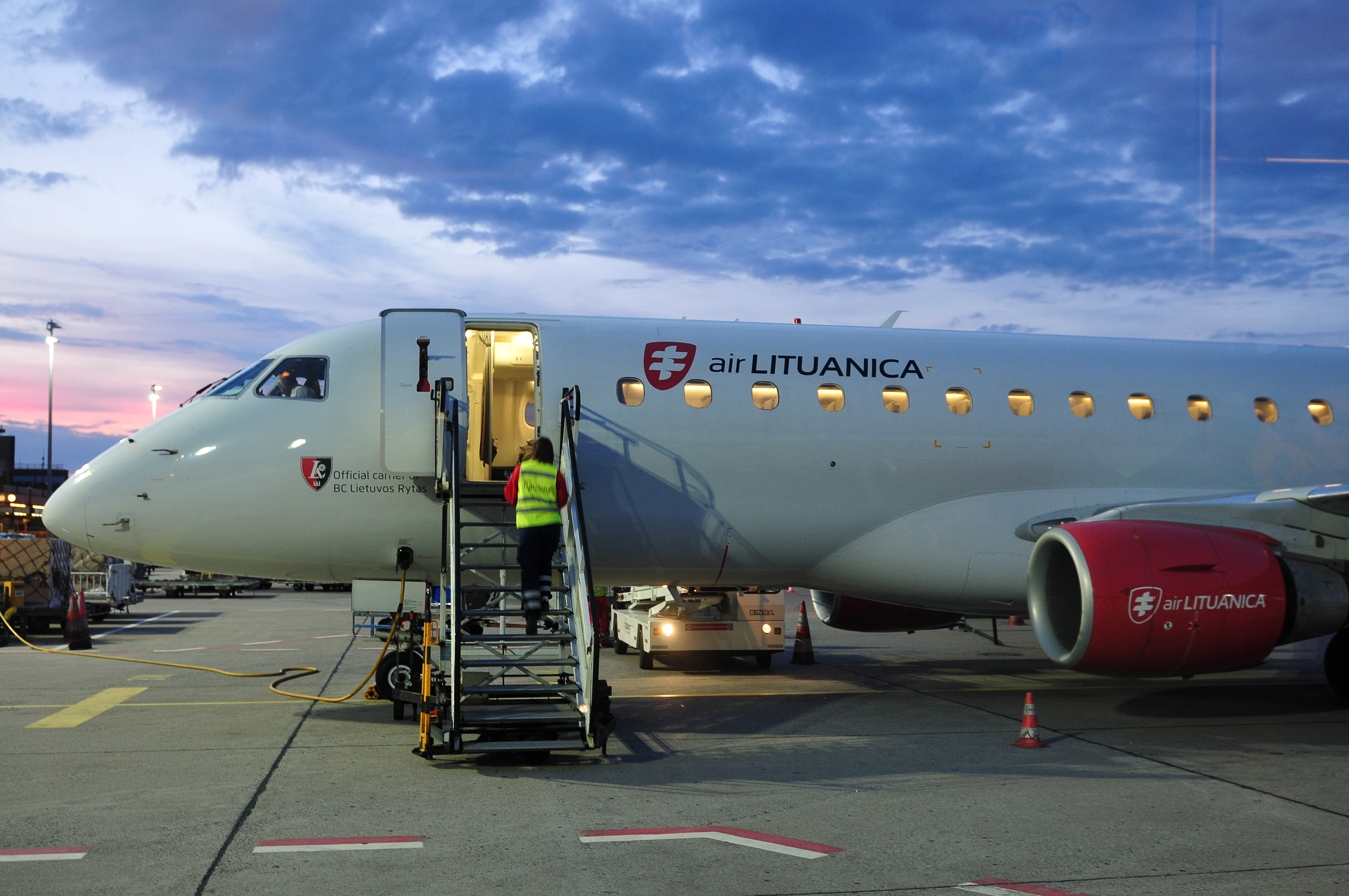
Embraer 175 Air Lituanica

Air Lituanica — закрытая литовская авиакомпания со штаб-квартирой в Вильнюсе.

## История
Авиакомпания была представлена 1 мая 2013. Перевозчик назван в честь Литуаники — самолёта, на котором американские лётчики литовского происхождения Стяпонас Дарюс и Стасис Гиренас в 1933 году пытались установить рекорд дальности полёта. Первый рейс был выполнен 30 июня 2013 года из аэропорта Вильнюса в Брюссель.
29 июня 2014 года были перевезены первые 100000 пассажиров. За год было авиакомпании налетала около 2,5 миллионов километров. Так же за период было выпито 6 тыс. чашек кофе и съедено 600 кг сладостей.
22 мая 2015 года авиакомпания объявила о прекращении выполнения полётов и остановке своей деятельности.

## Пункты назначения
По состоянию на апрель 2014 авиакомпания выполняла регулярные рейсы из аэропорта Вильнюса в следующие города:
- Бельгия: Брюссель
- Германия: Берлин, Мюнхен
- Нидерланды: Амстердам
- Чехия: Прага
- Дания: Биллунн
- Эстония: Таллин
- Франция: Париж
- Швеция: Гётеборг-Ландветтер, Мальмё, Стокгольм-Бромма

## Флот

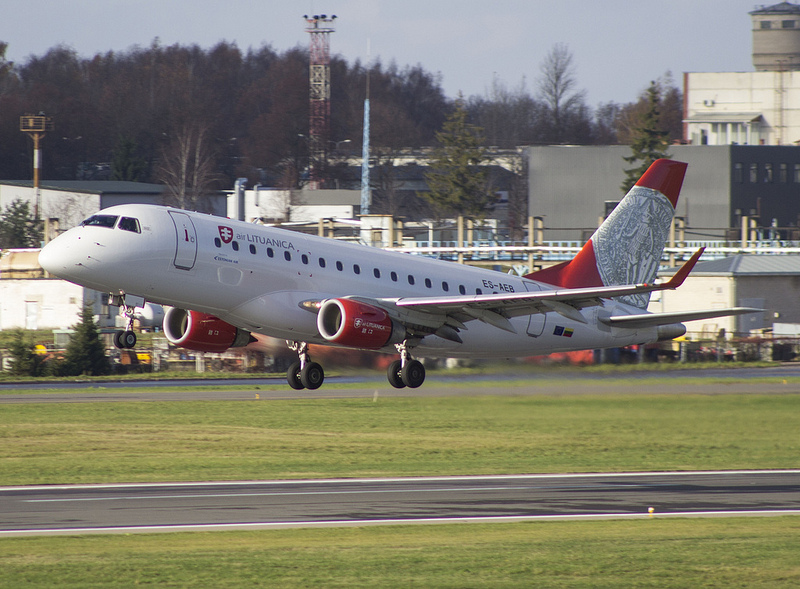
Embraer 170 в аэропорту Вильнюса

### Флот на момент закрытия авиакомпании
На момент закрытия флот авиакомпании состоял из следующих самолётов:
| Тип самолёта  | Фото | Количество | Заказано | Число мест | Регистрация | Примечания                       |
| ------------- | ---- | ---------- | -------- | ---------- | ----------- | -------------------------------- |
| ATR 42-500    |      | 1          | —        | Y46        | OY-RUO      | Арендован у Danish Air Transport |
| Embraer E-175 |      | 1          | —        | Y86        | LY-LTF      | Арендован у ECC Leasing          |
| Всего:        |      | 2          | 0        |            |             |                                  |

### Выведенные из эксплуатации
| Тип самолёта  | Фото | Количество | Число мест | Регистрация | Год ввода в эксплуатацию | Год вывода из эксплуатации | Замена | Примечания               |
| ------------- | ---- | ---------- | ---------- | ----------- | ------------------------ | -------------------------- | ------ | ------------------------ |
| Embraer E-170 |      | 1          | Y76        | ES-AEB      | 2013                     | 2013                       | —      | Арендован у Estonian Air |
| Всего:        |      | 1          |            |             |                          |                            |        |                          |